# A Dish Best Served Cold
A Dish Best Served Cold (conocido como El buen soldado en España y Redención en Hispanoamérica) es el decimoprimer episodio de la tercera temporada de la serie de televisión estadounidense de drama sobrenatural y policíaco Grimm. El guion principal del episodio fue coescrito por el guionista Rob Wright, y la dirección general estuvo a cargo de Karen Gaviola.
El episodio se transmitió originalmente el 8 de noviembre del año 2013 por la cadena de televisión estadounidense NBC. Para la emisión de Hispanoamérica, el estreno se llevó a cabo el 2 de diciembre del 2013 por el canal Universal Channel.
La trama semanal trata de una serie hombres muertos trepados a la rama de un árbol, debido al estallido de sus estómagos. A poco investigar Nick y Hank descubren que todos son blutbad y que todos comieron en el mismo restaurant, atendido por bauerschweins. En Viena, luego de la muerte del príncipe Eric, todo indica que se aproxima una sangrienta lucha por el poder vacante. En ese marco se mueve Adalind, embarazada de una criatura noble, sin que se conozcan aún mayores precisiones. Monroe y Rosalee deciden comenzar a vivir juntos. 

## Argumento
La frase que inicia cada capítulo, corresponde en este caso al poema dramático "The Spanish Gypsy" (El gitano español) de la poetisa inglesa George Eliot (1819-1880):

Versión en inglés
Tis Death’s Park, where he breeds life to feed him. Cries of pain are music for his banquet.
Versión en español
Aquí es el territorio de la muerte donde crea vida para alimentarla, los gritos de dolor son música para su banquete.

La frase completa corresponde a un parlamento de Don Silva y dice:

Death is the king of this world; 'tis his park
Where he breeds life to feed him. Cries of pain
are music for his banquet; and the masque -
The last grande masque for his diversion, is
The Holy Inquisition.
La Muerte es el rey de este mundo; y este es su parque
Donde insemina vida para alimentarse. Los gritos de dolor
Son música para su banquete; y la mascarada -
La última gran mascarada para su diversión, es
La Sagrada Inquisición.

La trama semanal trata de una serie hombres muertos, trepados a la rama de un árbol, debido al estallido de sus estómagos. A poco investigar Nick y Hank descubren que todos son blutbad y que todos comieron en el mismo restaurant, atendido por bauerschweins. A Juliette, como veterinaria, le llama la atención la similitud de los síntomas con una enfermedad característica de los perros y ganado vacuno, llamada síndrome de dilatación-torsión de estómago. Rosalee por su parte, aporta su conocimiento de la existencia de un hongo proveniente de Alemania parecido al cordyceps unilateralis, que produce cambios de conducta similares en las hormigas. Llegan a la conclusión que los bauerschweins están llevando a cabo una venganza contra los blutbads, pero como no hay forma de probarlo Nick y Monroe simulan un ataque de blutbads, que termina con la aparente muerte de Monroe y la confesión del chef. 
En Viena, luego de la muerte del príncipe Eric, todo indica que se aproxima una sangrienta lucha por el poder vacante. En ese marco se mueve Adalind, embarazada de una criatura noble, sin que se conozcan aún mayores precisiones. Monroe y Rosalee deciden comenzar a vivir juntos.

## Elenco regular
- David Giuntoli como Nick Burkhardt.
- Russell Hornsby como Hank Griffin.
- Bitsie Tulloch como Juliette Silverton.
- Silas Weir Mitchell como Monroe.
- Sasha Roiz como el capitán Renard.
- Bree Turner como Rosalee Calvert.
- Reggie Lee como el sargento Wu.

## Producción
El título está tomado del dicho "la venganza es un plato que se sirve frío", existente tanto en inglés como en español.
El guionista del capítulo Rob Wright, también escribió los guiones de los episodios "The Good Soldier" (T3E11, 2014) y "My Fair Wesen" (T3E20, 2014), siempre en la tercera temporada.

## Continuidad
- El médico que examina rutinariamente a Nick, se muestra sosrprendido por su notable resistencia física en la cinta para correr, luego de recuperarse de los efectos del ataque del Cracher-Mortel en el episodio "Goodnight, Sweet Grimm".
- Monroe le ofrece con gran timidez a Rosalee vivir juntos.